# NGC 5975
NGC 5975 é uma galáxia espiral (Sbc) localizada na direcção da constelação de Serpens. Possui uma declinação de +21° 28' 14" e uma ascensão recta de 15 horas, 39 minutos e 58,0 segundos.
A galáxia NGC 5975 foi descoberta em 19 de Junho de 1882 por Édouard Jean-Marie Stephan.